# Comunhão e Adoração 6
Comunhão e Adoração 6 é o sexto álbum da coletânea Comunhão e Adoração, idealizado por Ricardo Carreras da Aliança Produções. O disco, de Adhemar de Campos é o registro de comemoração dos trinta anos de carreira do cantor. Gravado em São Paulo no Teatro São Pedro, trouxe a partiçipação de Fernandinho, Nelson Bomilcar, Nívea Soares, Rodrigo Campos, Rachel Novaes, Ronaldo Bezerra, Soraya Moraes, Ana Paula Valadão, Christie Tristão, Massao Suguihara, David Quinlan, Daniel Souza, Pregador Luo e os vocalistas do Trazendo a Arca, Davi Sacer e Luiz Arcanjo.
A produção de Paulo César Baruk também trouxe uma parceria com a Orquestra Filarmônica de São Caetano do Sul, que reuniu mais de sessenta músicos. Os extras do disco trazem galeria de fotos e depoimentos. A obra recebeu opiniões positivas da crítica especializada.

## Faixas
| Nº | Musica                        | Cantores Convidados |
| -- | ----------------------------- | --- |
| 01 | Ele é Exaltado                | |
| 02 | Homem de Guerra/Nosso General | Fernandinho |
| 03 | A Vitória                     | Nelson Bomilcar |
| 04 | Grande é o Senhor             | Nívea Soares |
| 05 | Bem Supremo                   | Rodrigo Campos |
| 06 | Ele Vem Pra Te Salvar         | Rachel Novaes |
| 07 | Pela Fé                       | Ronaldo Bezerra |
| 08 | O Nome de Jesus               | Soraya Moraes |
| 09 | Amigo de Deus                 | Ana Paula Valadão |
| 10 | Louvemos ao Senhor            | David Quinlan |
| 11 | Magnifiquemos                 | |
| 12 | Hosana                        | Christie Tristão |
| 13 | Motivo do Louvor              | Daniel Souza |
| 14 | Leão da Tribo de Judá         | Massao Suguirrara |
| 15 | Nosso Camandante              | Davi Sacer e Luiz Arcanjo - Trazendo a Arca |
| 16 | Tributo a Yehovah             | Fernandinho, Davi Sacer, Luiz Arcanjo, Massao Suguirrara, Daniel Souza, Christie Tristão,David Quinlan, \|Ana Paula Valadão, Soraya Moraes, Ronaldo Bezerra, Rachel Novaes, Rodrigo Campos, Nívea Soares, Nelson Bomilcar e Pregador Luo |